# Małgorzata Kapera
Małgorzata Kapera, po mężu Gawor (ur. 16 kwietnia 1959 w Krakowie) – polska koszykarka, multimedalistka mistrzostw Polski, po zakończeniu kariery zawodniczej trenerka koszykarska drużyn młodzieżowych.
Jest matką koszykarek Dominiki i Katarzyny Gawor.

## Osiągnięcia
Drużynowe
- Mistrzyni Polski (1976, 1977, 1979–1981)
- Brązowa medalistka mistrzostw Polski:
  - 1982
  - kadetek (1975)[1]
- Zdobywczyni pucharu Polski (1979)
- Finalistka pucharu Polski (1978)